# Porthleven
Porthleven (AFI [porθ'levən]) és una població a la costa sud de Cornualla, a la Gran Bretanya.
És una destinació popular entre els surfistes perquè s'hi formen grans onades pels corrents i els vents dominants de sud-oest.
Històricament aquesta ha estat una part de la costa amb molts naufragis.